# San Demetrio ne' Vestini
San Demetrio ne' Vestini es una  localidad italiana de la provincia de L'Aquila, región de Abruzos de 1.755 habitantes.

## Evolución demográfica
| Gráfica de evolución demográfica de San Demetrio ne' Vestini entre 1861 y 2001 |
|                                                                                |
| Fuente ISTAT - elaboración gráfica por Wikipedia                               |

## Historia
En documentos del siglo X se habla de "Villae Demetrij Sancti", más antigua que San Giovanni. San Demetrio fue una de las comunidades que fundó la ciudad de L'Aquila a mediados del siglo XIII, y cuando L'Aquila se levantó contra los españoles en el siglo XVI y fue derrotada, San Demetrio fue dado a Ferrante de Aquilera, y más tarde, en el siglo XVIII, fue gobernado por la poderosa familia Arcamone, una de las más antiguas de Italia; que data aproximadamente del año 980-1100 d. C.Originaria de Nápoles.
San Demetrio, contiene un rico patrimonio histórico, cultural y arquitectónico. Pueden visitarse: Las Grutas Stiffe; El Lago Sinizzo; La Iglesia de Santa Maria dei Raccomandati (siglo XIX) con pinturas de Teófilo Patini; La Chiesa Parrocchiale, e il Palazzo del "Duca Arcamone" (conocido como el Duque de San Demetrio)
El pueblo junto con sus habitantes destacan por su cálida hospitalidad, una refinada y deliciosa gastronomía y por la paz y tranquilidad que reinan en todo el lugar, que lo hace propicio para el descanso y el relax.
El patrono de la ciudad es San Demetrio de Tesalónica, noble caballero militar, mártir cristiano.
ARCAMONE: Antigua familia ducal de aristocrático linaje y rancio abolengo italiano. Perteneciente a la región de Nápoles (en primera instancia) , luego a Abruzzo y L'Aquila. Ostentaron primero el título nobiliario de Conti di  (Conde de Sannicandro di Bari) y a posteriori el denominado "Duque de San Demetrio" (en italiano, "Duca di San Demetrio ne'Vestini" o "Duca Arcamone") (En la ciudad de San Demetrio se encuentra aún el palacio homónimo). Sus orígenes se remontan a Grecia donde eran conocidos como los "Arka" (a partir de la unión de un caballero noble con una dama patricia), posteriormente se trasladaron a la península itálica por cuestiones políticas y una leyenda dio origen al apellido "Arcamone" que significa "arca de monedas" (arca = baúl) (mone = moneda) en lengua italiana. En el siglo XVI-XVII aprox. emparentaron directamente con los Saboya, por lo cual se los consideró siempre defensores de una monarquía unificadora bajo la protección de la Iglesia católica. Seguramente por ser siempre una de las familias más cercanas a la Corte Pontificia y a los asuntos inherentes a la Santa Sede, varias damás y caballeros de la casa contrajeron matrimonio con príncipes menores (o títulos menores) de las dinastías Habsburgo, Hohenzollern, Borbón, Braganza, Anjou, Valois, Plantagenet y Lancaster, para afianzar relaciones entre estas familias y la Iglesia, la cual cumplía un rol determinante en aquellos años en la política exterior de los estados. 
Aunque también emparentaron con integrantes de las más ilustres familias de Italia como los príncipes de Chigi, Orsini, Colonna, Médici, y Sforza entre otras. Otra de las causas de estas uniones era que la familia prohibía terminantemente el llamado matrimonio morganático lo cual fue penado en varias oportunidades con el destierro por ostracismo. Algunos de los integrantes de la casa fueron ilustrados profesionales, comerciantes, banqueros, políticos, y clérigos importantes como Monseñor Arcamone; el senador Massimo Arcamone, entre otros. Varias leyendas giran en torno a este nombre pero una de las más conocidas del lugar atribuye a este apellido ser la rama original de apellidos como Arca; Arcandi; Moneta; Beltramone; Carmone; y de muchos otros que derivan del apellido "Arcamone".
En la Basílica San Lorenzo Maggiore de la ciudad de Nápoles, está sepultado el Conde ANIELLO ARCAMONE, jurisconsulto del Reino de Nápoles. 
Involucrado en la conspiración conocida como "la Conjura de los Barones", dispuesta a derrocar el gobierno del Rey Fernando I.

## Palazzo del Duca Arcamone
Filippo I de Arcamone, Conde de Sannicandro di Bari, anhelaba una residencia en su nuevo feudo, por el cual se había convertido en Duque de San Demetrio, pero no pudo realizarla debido a su intervención en la Cruzada del Rey Segismundo de Hungría, en la cual luchó valientemente junto con su pariente lejano Juan I de Valois, Duque de Borgoña. Dicho proyecto estuvo en sus descendientes durante muchos años, hasta que recién cerca del año 1430 fue construido a pedido de Vicenzo Angelo Arcamone (Patrizio Napolitano), según antiguos bocetos de Filippo Brunelleschi. Claro ejemplo de palazzo-fortezza del siglo XV, por lo tanto pertenece al periodo denominado "il Quattrocento". Una grave enfermedad hizo que el célebre arquitecto solo realizara el proyecto pero no supervisara directamente la construcción de la obra.
El edificio, fue realizado en bloques de piedra italiana y en su interior se cubrió íntegramente por quince tipos de mármol distintos provenientes de diferentes lugares de Italia, como Rosso Verona y Carrara. Los techos, fueron inspirados en los del Palacio Ducal de Venecia y posteriormente, durante el siglo XVIII fue redecorado por Francesco Bartolomeo Rastrelli     (arquitecto amigo del Duque y el preferido de los Zares de Rusia) y engalanado con cuantiosas obras de arte, tapices marroquíes y gobelinos franceses.
La residencia incluía también una bellísima y exclusiva capilla privada que oficiaba como oratorio para la familia ducal y sus sirvientes , cuya construcción (dos años más tarde) fue supervisada por el hermano menor del Duque, Monsignore Giovanni Arcamone, Obispo y posteriormente secretario de Su Santidad, el papa Clemente XI durante todo su pontificado. Además, el mismo, tuvo a su cargo el Archivo Apostólico Vaticano, durante el papado de Inocencio XIII. Los planos de la capilla, de marcado estilo Renacimiento italiano fueron realizados por el Consejo Arquitectónico Papal. Incluía vitrales alemanes, arañas francesas y esculturas de la Escuela de Arte Vaticana, supervisada por Bernini. Lamentablemente, fue destruida por grave incendio que parece haber sido intencional.
Acerca de esta construcción típica y tradicional, los historiadores hacen referencia a dos etapas, la de Oro que abarcó desde su fundación llevada a cabo por el Conde-Duque y su hermano que la residencia lució decoraciones de máximo lujo hasta llegar a quedar prácticamente abandonada cerca del año 1930. Desde el mandato de Benito Mussolini, la familia Arcamone sufrió crueles persecuciones y la mayor parte de sus bienes fueron confiscados por el gobierno del dictador; Al constituirse en total desacuerdo con "il duce", conformaron uno de los reducidos grupos de oposición al régimen. Aunque como fervientes monárquicos apoyaron la permanencia de la casa real en manos de sus parientes lejanos, los Saboya. Igualmente, se presume que hubo un gran distanciamiento entre ambas familias debido a sus diferencias en esta cuestión política, que fue tan determinante para el Reino de Italia.

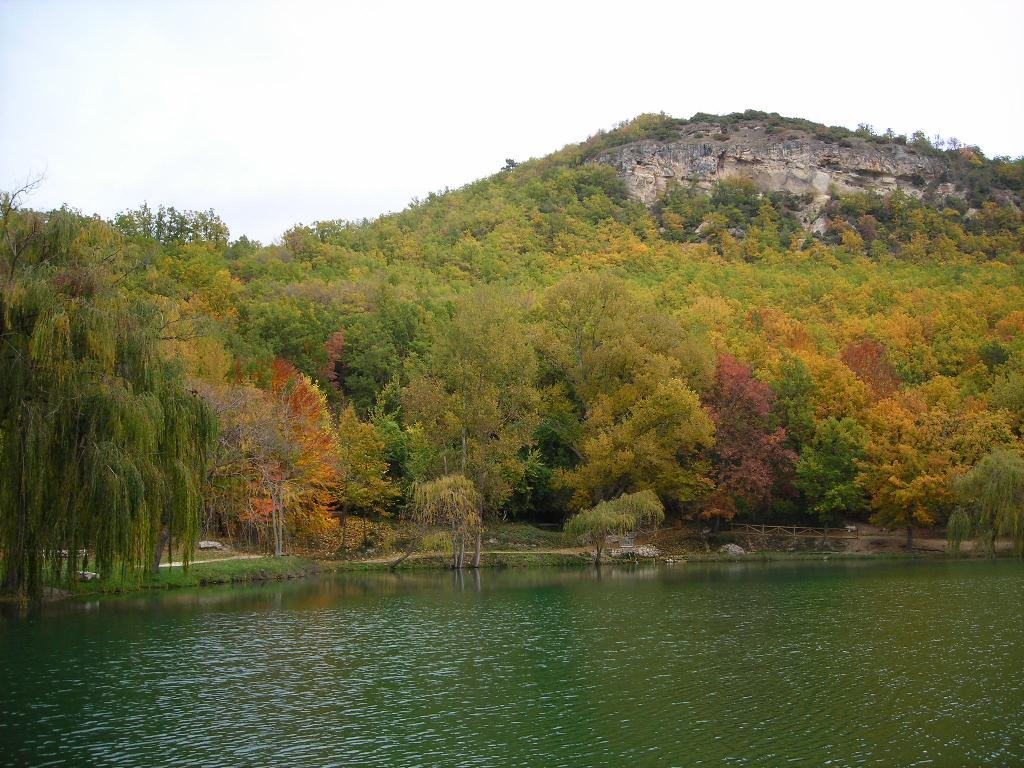
Lago Sinizzo
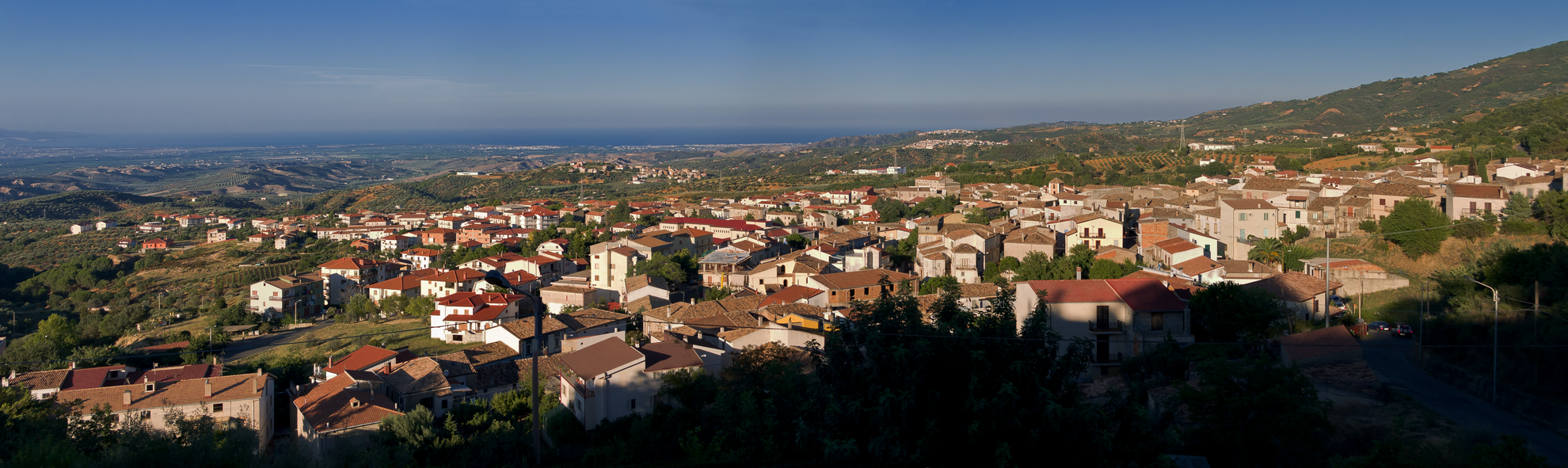
Vista aérea de San Demetrio ne Vestini
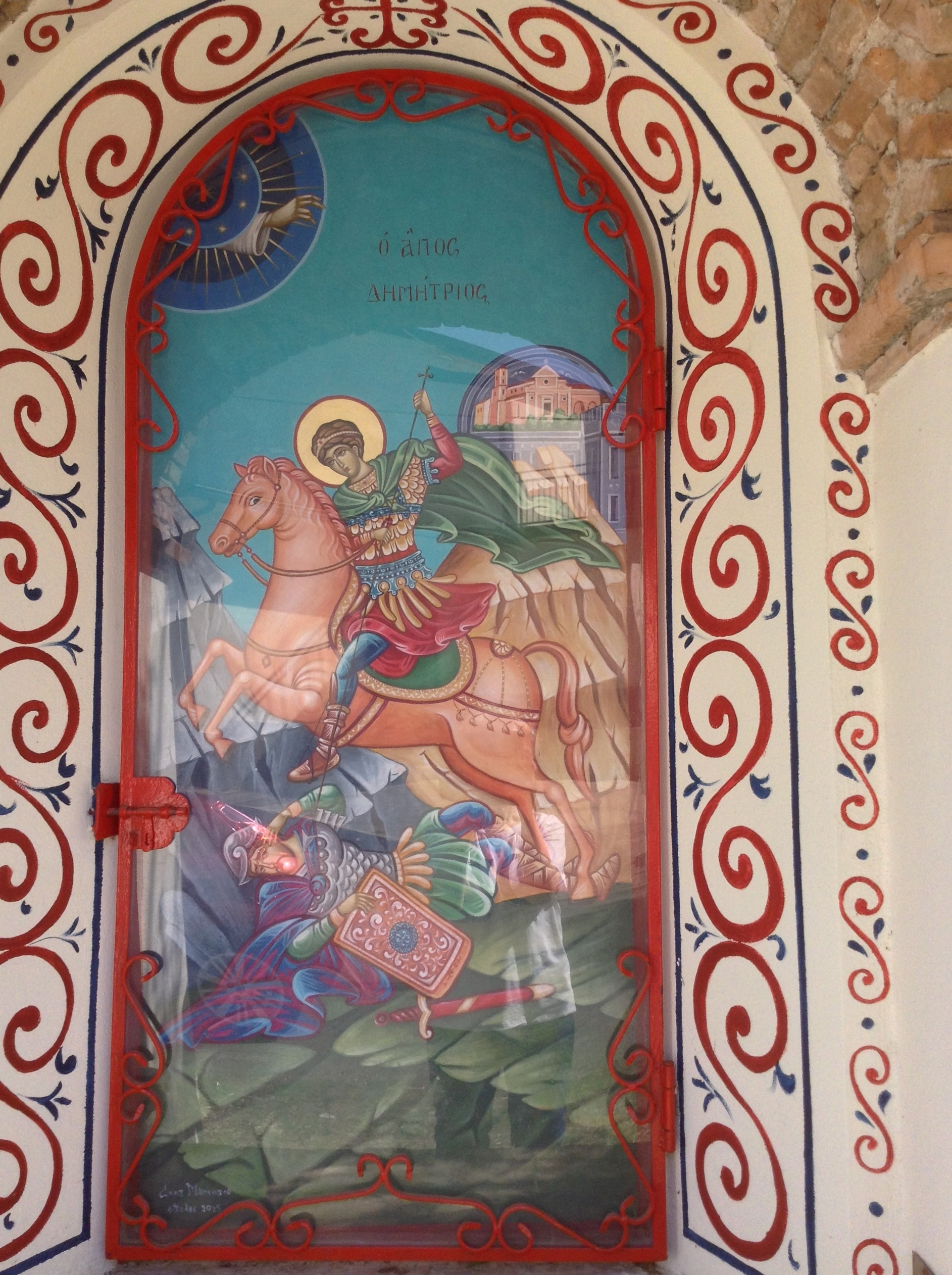
San Demetrio Mártir